# 1454 en littérature
| Années de la littérature : 1451 - 1452 - 1453 - 1454 - 1455 - 1456 - 1457    |
| Décennies de la littérature : 1420 - 1430 - 1440 - 1450 - 1460 - 1470 - 1480 |

Cet article présente les faits marquants de l'année 1454 en littérature.

## Parutions
- De Origine et gestis Venetorum est rédigé par Flavio Biondo[1].

## Naissances
- Janvier : Francesco Barbaro, homme politique italien de la république de Venise, humaniste et traducteur, né vers 1390.
- 14 juillet : Ange Politien, humaniste italien, poète, dramaturge et philologue, mort le 29 septembre 1494.

- Julien Fossetier, religieux du Hainaut, chroniqueur et poète, mort après 1532.
- Komparu Zempō, acteur et dramaturge japonais de théâtre nô, mort en 1520.
- Vers 1454 : Abdallah Hatefi, poète persan, mort vers 1521.

## Décès
- 10 novembre : Gerrit Potter van der Loo (nl), homme politique néerlandais, traducteur en néerlandais des Chroniques de Jean Froissart.

- Sharaf ad-Din Ali Yazdi, historien et poète persan.